# Linha 14 do Metropolitano de Paris

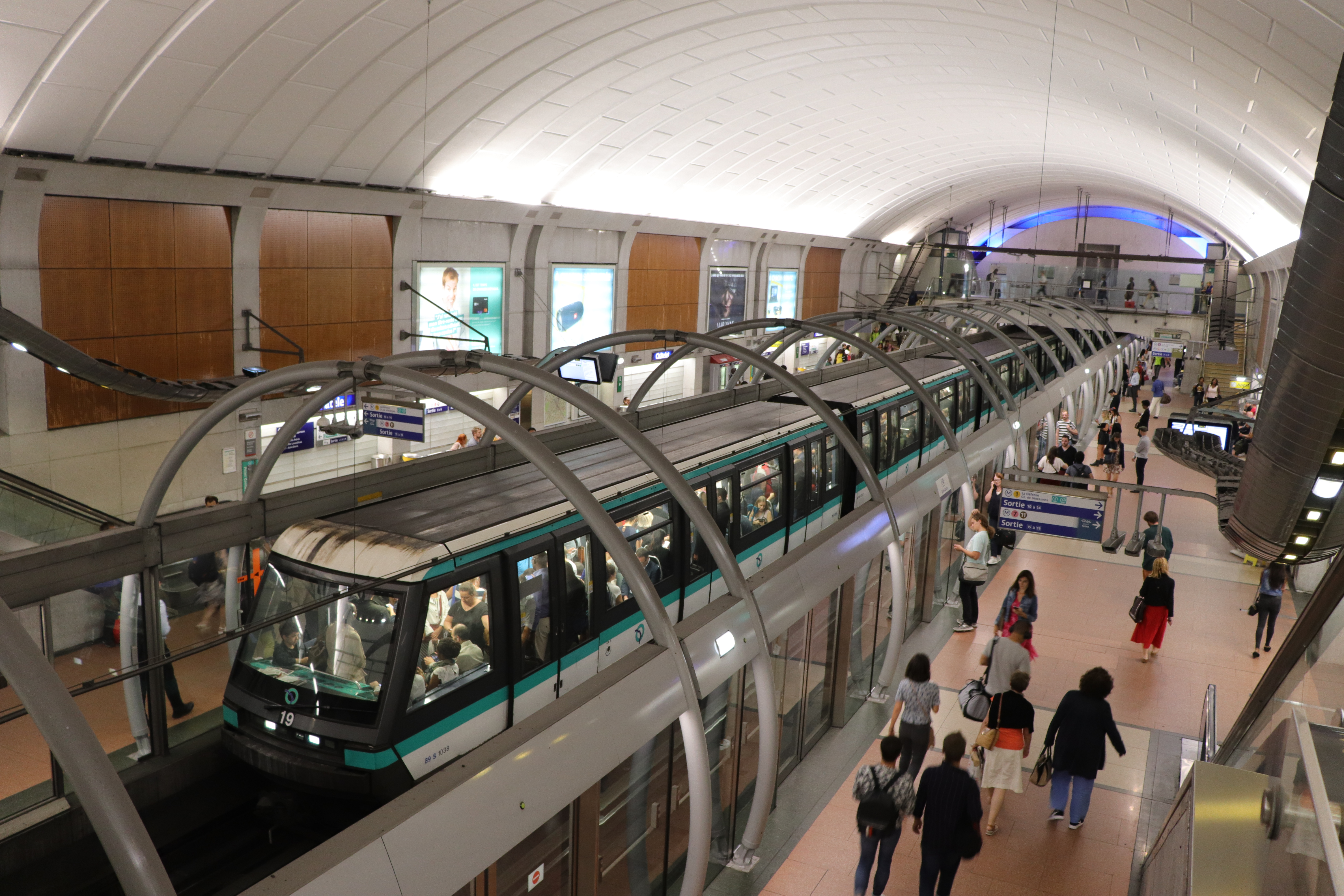
Um trem MP 89 CA na estação Châtelet

A Linha 14 do Metropolitano de Paris é uma das linhas do Metrô de Paris. A linha vai de Saint-Denis Pleyel a Aéroport d'Orly.

## História
A Linha 14 foi inaugurada em 1998. É conhecida pelo acrônimo Meteor (Métro Est-Ouest Rapide). Originalmente ela ia de Madeleine a Bibliothèque François-Mitterrand. Em 2003 ela se estendeu para Saint-Lazare e em 2007 ela se estendeu para Olympiades.
Em 2020 a linha se expandiu até Mairie de Saint-Ouen. Em 2024 a linha se expandiu até Saint-Denis Pleyel e Aéroport d'Orly.
A Linha 14 é, junto com a Linha 1 e a Linha 4, uma das linhas automáticas do metrô.

## Estações

Plano da linha.

- Saint-Denis Pleyel
- Mairie de Saint-Ouen
- Saint-Ouen
- Porte de Clichy
- Pont Cardinet
- Saint-Lazare
- Madeleine
- Pyramides
- Châtelet
- Gare de Lyon
- Bercy
- Cour Saint-Émilion
- Bibliothèque François-Mitterrand
- Olympiades
- Maison Blanche
- Hôpital Bicêtre
- Villejuif - Gustave Roussy
- L'Haÿ-les-Roses
- Chevilly-Larue
- Thiais - Orly
- Aéroport d'Orly

## Extensão
A Linha 14 se estendeu em 2020 a Mairie de Saint-Ouen e Maison-Blanche. A Linha 14 se estendeu em 2022 a Saint-Denis Pleyel em La Plaine Saint-Denis, para interligar o Aéroport Charles de Gaulle através da futura Linha 17 e a Aéroport d'Orly no Aeroporto de Paris-Orly.
A Linha 14 formará o Grand Paris Express, formulada pela Société du Grand Paris e pelo Sindicato Paris Métropole, também conhecido como Grand Paris (Grande Paris). A Rede proposta formará um trajeto em forma de oito, com um trajeto radial, que são atualmente a Linha 14 e a Linha 17, um trajeto circular, chamado de Linha Vermelha, que são atualmente a Linha 15 e a Linha 16, e um trajeto perimetral, chamado de Linha Verde, que é atualmente a Linha 18. A Linha 14 vai de Saint-Denis Pleyel a Aéroport d'Orly. A Linha Vermelha irá de Le Bourget a La Défense, e a Linha Verde irá de Roissy a Orly, como a Linha Azul, passando por Le Bourget, Saint-Denis, La Défense, Versalhes, Saclay e Massy.
A estação Villejuif - Gustave Roussy está em construção sendo que ela será inaugurada no segundo semestre de 2024.

## Turismo
A arquitetura das estações e a possibilidade de sentar na frente e ver os túneis passarem fazem da linha uma atração turística por si só. A automação da linha permite que os passageiros fiquem na frente do trem, observando a linha como um condutor a veria da cabine. Em 2017, isso levou a RATP a instalar painéis falsos dentro de três trens para que as crianças pudessem se imaginar pilotando o metrô.
Durante o evento cultural anual Nuit blanche, nos dias 2 e 3 de outubro de 2010, a linha receberá uma criação sonora original de Dominique Blais « 8 heures plus loin (metropolitain édit) ». Inspirado no modelo cultural japonês, o artista modifica os anúncios sonoros e os substitui por outros, evocando os do Metrô de Tóquio. Os nomes das estações são falados por uma voz japonesa.
A linha atende vários pontos de interesse parisienses:
- o bairro da Gare Saint-Lazare;
- a Igreja de la Madeleine;
- a sala de espetáculos do Olympia;
- a Avenue de l'Opéra;
- o bairro de Les Halles;
- o bairro de Bercy: Ministério da Economia e Finanças, Bercy Arena e Parc de Bercy;
- a Biblioteca Nacional da França, sítio François-Mitterrand;
- o bairro asiático do 13.º arrondissement.
- o Aeroporto de Paris-Orly.